# Rareș Jurcă
Rareș Jurcă (* Cluj-Napoca, 29. travnja 1983.), rumunjski rukometaš koji danas igra za Kadetten Schaffhausen.
Imao je dosad preko 60 nastupa za rumunjsku rukomentnu reprezentaciju.
Ljevoruki Rareș Jurcă je došao iz Zagreba u Kadetten Schaffhausen u zamjenu za hrvatskog vratara Dragana Jerkovića.

## Vanjske poveznice
- Frisch Auf! Göppingen Profil
- Baza podataka europskih kupova